# 帕尔迪纳斯
帕尔迪内斯，是西班牙加泰罗尼亚赫罗纳省的一个市镇。总面积31平方公里，总人口146人（2001年），人口密度5人/平方公里。